# Jay Lane
Pour les articles homonymes, voir Lane.
Jay Lane (né le 5 décembre 1964) est un batteur Américain de la baie de San Francisco. Il est un membre fondateur du groupe Golden Gate Wingmen avec John Kadlecik, Jeff Chimenti et Reed Mathis. Il joue également avec le groupe Ratdog, Scaring the Children avec Bob Weir et Rob Wasserman, le groupe de hip-hop/jazz fusion Alphabet Soup, le groupe de jazz Charlie Hunter Trio et Jay's Happy Sunshine Burget Joint. Jay Lane fut un membre fondateur de Primus (avec Les Claypool et Todd Huth) et de Furthur.
Il a participé à quelques-uns des projets de Les Claypool, notamment Sausage et Les Claypool's Frog Brigade. Lane rejoint Primus en 2010, enregistrant un album avec eux en 2011 et quittant de nouveau le groupe en 2013 pour retourner jouer avec RatDog. Il fut remplacé par Tim Alexander.
Il vit actuellement dans la baie de San Francisco.